# Аристово (Устюженский район)
Аристово — деревня в Устюженском районе Вологодской области.
Входит в состав Устюженского сельского поселения, с точки зрения административно-территориального деления — в Устюженский сельсовет.
Расположена на левом берегу реки Ворожа. Расстояние по автодороге до районного центра Устюжны — 4 км. Ближайшие населённые пункты — Воронино, Ганьки, Романьково, Чесавино.
По данным переписи в 2002 году постоянного населения не было.